# Ischnocnema nasuta
Ischnocnema nasuta es una especie de anfibio anuro de la familia Brachycephalidae.

## Distribución geográfica
Esta especie es endémica de Brasil. Habita entre los 50 y 1300 m de altitud en los estados de Espirito Santo, Minas Gerais, Río de Janeiro y Sao Paulo.

## Descripción
Los machos miden de 24.7 a 41.5 mm y las hembras de 36.1 a 53.9 mm.

## Publicación original
- Lutz, 1925 : Batrachiens du Brésil II. Compte Rendu des Séances de la Société de Biologie Paris, vol. 93, p. 211–214.[5]